# Chiesa di San Leonardo (Villadose)
La chiesa di San Leonardo Abate, citata anche più semplicemente come chiesa di San Leonardo, è un luogo di culto sito nel centro dell'abitato di Villadose, affacciato alla sponda destra del fiume/canale Adigetto.
La chiesa, edificata tra la fine del XVIII e l'inizio del XIX secolo, è la terza sorta nel paese, tutte dedicate a san Leonardo di Noblac, ed è caratterizzato da una facciata incompleta a mattoni faccia a vista.

## Storia
La costruzione dell'attuale edificio fu iniziata nel 1790 e si protrasse per oltre un ventennio, con l'apertura al culto nel 1815. Di epoca successiva, invece, è il campanile, eretto dopo la demolizione del precedente nel 1882 e inaugurato nel 1901.

## Descrizione

### Esterno
L'edificio si erge, con orientamento Nord-Sud, con la facciata a salienti, incompleta e con mattoni a faccia vista, preceduta da un ampio sagrato che la divide da via Umberto I e dal naviglio Adigetto. Al centro della facciata, che presenta ancora tra i mattoni le buche pontaie, si trova un grande arco a tutto sesto, tamponato, al cui centro si apre l'unico portale a forma rettangolare. Nella parte superiore, al centro del timpano è presente, anch'esso tamponato, un piccolo rosone.

### Interno
All'interno sono presenti alcune opere di pregio, tra le quali l'altare della Madonna, proveniente dalla chiesa di Santa Margherita di Venezia, sconsacrata dal 1810, la pala con la Sacra Famiglia, eseguita nel 1873 da Riccardo Cessi. e la statua lignea di San Giuseppe, opera dello scultore veneziano Cadorin.